# Longitud celeste
La longitud celeste és una de les coordenades eclíptiques d'un cos celeste. És la distància angular d'aquest cos fins al primer punt d'Àries, mesurada sobre l'eclíptica. S'acostuma a simbolitzar amb {\displaystyle \lambda } i també s'anomena longitud eclíptica.
L'altra coordenada del sistema eclíptic és la latitud celeste.